# Stereotipi sugli afroamericani

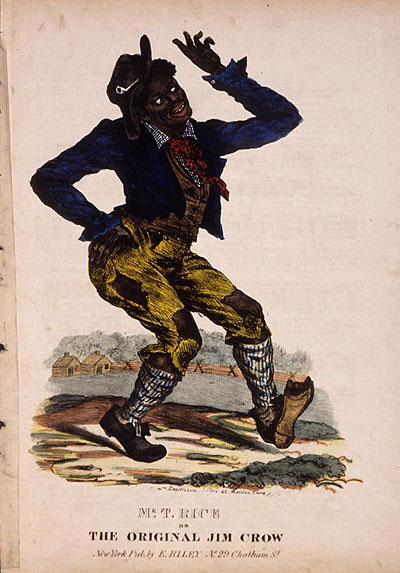
Copertina dell'edizione 1832 dello spartito musicale Jump Jim Crow, che raffigura un afroamericano stereotipato chiamato Jim Crow

Gli stereotipi nei confronti degli afroamericani sono rappresentazioni estremamente generalizzate, spesso di natura caricaturale e con una forte componente di razzismo e pregiudizio circa gli afroamericani stessi e la loro cultura. Negli Stati Uniti d'America traggono le proprie radici dalla tratta degli schiavi durante l'era coloniale e si sono evoluti all'interno della società americana nel corso del tempo. Gli stereotipi si sono affermati per giustificare il dominio sociale, politico ed economico degli schiavisti bianchi sugli schiavi. La schiavitù era un simbolo di ricchezza e di status sociale elevato tra i bianchi. Tuttavia, la schiavitù era anche uno strumento di violenza, dove gli schiavi venivano privati della loro individualità e veniva loro assegnato un ruolo che esisteva esclusivamente a beneficio dei loro oppressori. Il termine specifico "nigger" ("negro") era proprio utilizzato dagli schiavisti per disumanizzare ancora di più gli schiavi. Dalle strutture familiari alle espressioni culturali, la vita degli schiavi era rigidamente controllata e costretta a conformarsi alle aspettative imposte dai proprietari di schiavi. Pratiche disumanizzanti si sono tramandate di generazione in generazione e sono state mantenute a livello statale e federale, rafforzando la superiorità dei bianchi come ordine sociale. Gli stereotipi formulati nel corso della storia non solo hanno plasmato il trattamento degli afroamericani, ma hanno anche creato una narrazione che li vede come un gruppo subordinato. Convinzioni razziste si sono radicate nelle strutture legali e politiche, rafforzando ulteriormente la percezione negativa degli afroamericani. Anche dopo l'abolizione legale della schiavitù, gli atteggiamenti negativi nei confronti degli afroamericani persistevano e, nelle aree in cui gli ex schiavi erano più numerosi dei bianchi, i meccanismi politici intensificarono il controllo con il pretesto di garantire la sicurezza dei bianchi. Un esempio di ciò sono state le pattuglie organizzate (forze dell'ordine) istituite per far rispettare la gerarchia razziale di predominio bianco e sottomissione nera. Questa dinamica influenza gli atteggiamenti sociali contemporanei nei confronti degli afroamericani.
Detti stereotipi sono credenze fuorvianti sulla cultura di persone con discendenza parziale o totale da qualsiasi gruppo razziale dell'Africa subsahariana i cui antenati risiedevano negli Stati Uniti fin da prima del 1865. Questi stereotipi sono in gran parte collegati al razzismo e alla discriminazione subita dai neri.
La prima significativa manifestazione di stereotipi sugli afroamericani si ebbe sotto forma di spettacoli di menestrelli (i cosiddetti "minstrel show"). Questi ebbero un boom all'inizio del XIX secolo; si trattava di spettacoli teatrali che utilizzavano attori bianchi che recitavano con la faccia dipinta di nero e indossavano abiti strappati per rappresentare gli afroamericani, al fine di schernire e denigrare le comunità afroamericane. Nel corso della storia, altri stereotipi divennero popolari per disumanizzare ulteriormente le persone di colore. Alcuni stereotipi del XIX secolo, come il termine razziale "Sambo", sono ora considerati dispregiativi e razzisti. Gli stereotipi di "Mandingo" e "Jezebel" ritraggono gli afroamericani come ipersessuali, contribuendo alla loro sessualizzazione. Lo stereotipo della "Mami" raffigura una corpulenta donna nera materna, dedita al suo ruolo lavorando per una famiglia bianca, uno stereotipo che risale all'origine delle piantagioni del sud. Altri luoghi comuni hanno anche descritto gli afroamericani come persone con un insolito appetito per il pollo fritto, l'anguria, l'alcol e una forte predisposizione per il gioco d'azzardo. I primi minstrel show della metà del XIX secolo ridicolizzavano la presunta stupidità dei neri. Anche dopo la fine della schiavitù, le capacità intellettuali dei neri continuavano a essere spesso messe in discussione. Film come Nascita di una nazione (The Birth of a Nation) (1915) mettono in discussione l'idoneità dei neri a candidarsi a cariche governative o a votare.
Altri stereotipi mostravano l'impossibilità di buoni rapporti tra neri e bianchi, instillando l'idea che le due etnie non avrebbero mai potuto coesistere pacificamente nella società. L'intento era quello di condurre il pubblico alla conclusione che la soluzione più appropriata fosse quella di estromettere completamente i neri dalla società statunitense.
Nel corso degli anni ottanta come anche nei decenni successivi, emersero stereotipi che descrivevano gli afroamericani come criminali e degenerati sociali, specialmente spacciatori, magnaccia, drogati, mendicanti e senzatetto. Jesse Jackson, un importante attivista per i diritti civili, riconobbe come i media ritraggano i neri come meno intelligenti, meno patriottici e più violenti rispetto alle altre etnie. Inoltre, nella storia recente, gli uomini neri sono stereotipati come padri fannulloni e criminali pericolosi. Infine è diffuso uno stereotipo secondo cui gli afroamericani sono spesso etichettati come ipersessuali, parassiti sociali, incivili, ignoranti, maleducati e violenti. Questi temi generali e comuni in America hanno portato i giovani afroamericani ad essere etichettati come "gangster" o "gangsta", che generalmente risiedono nel "ghetto" e si uccidono fra di loro nelle cosiddette guerre tra gang.
Pigrizia, sottomissione, arretratezza, lascivia, ingordigia, tradimento e disonestà sono stereotipi storicamente attribuiti agli afroamericani.

## Stereotipi storici

### Minstrel show

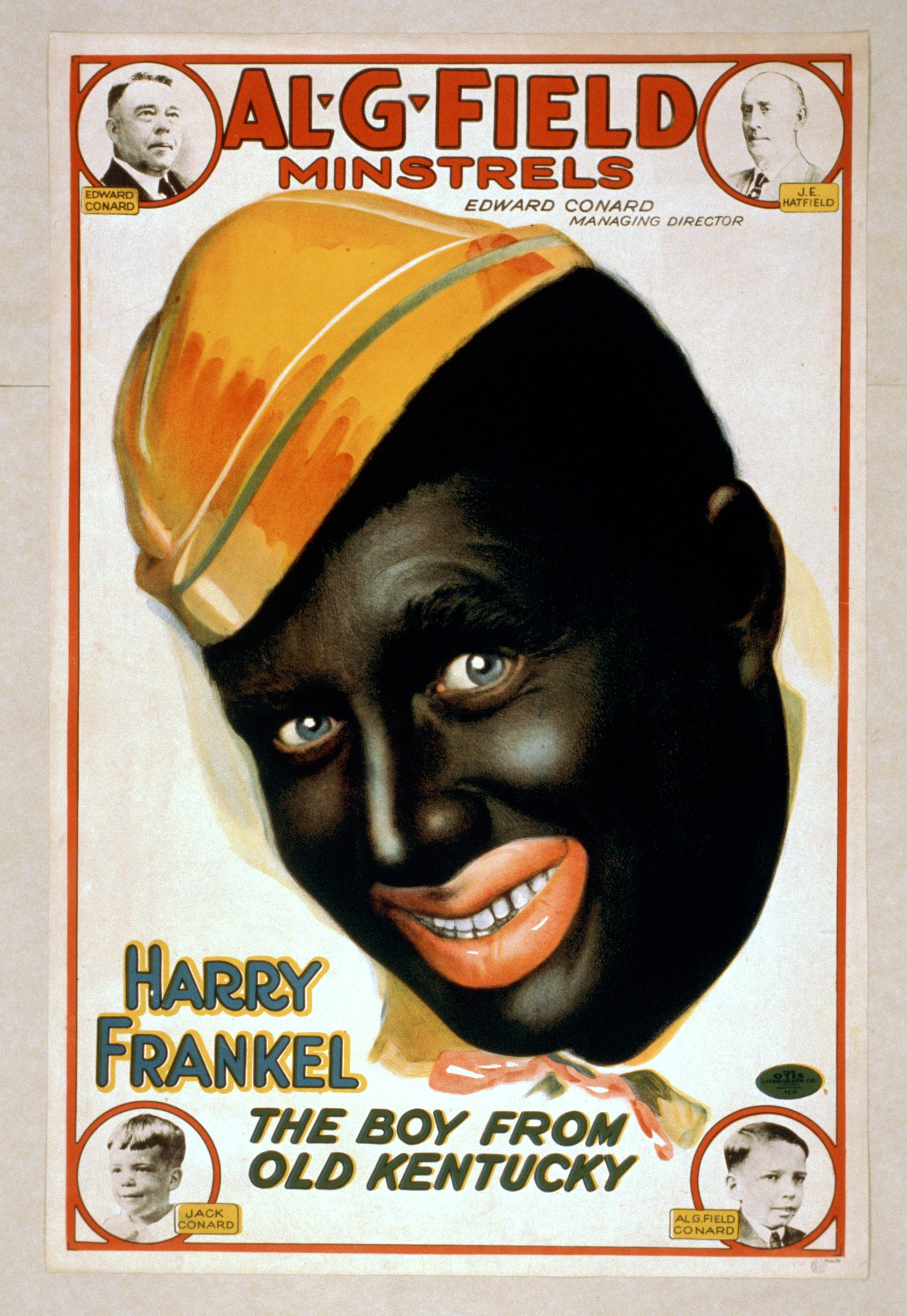
Manifesto di uno spettacolo Minstrel show (1910)

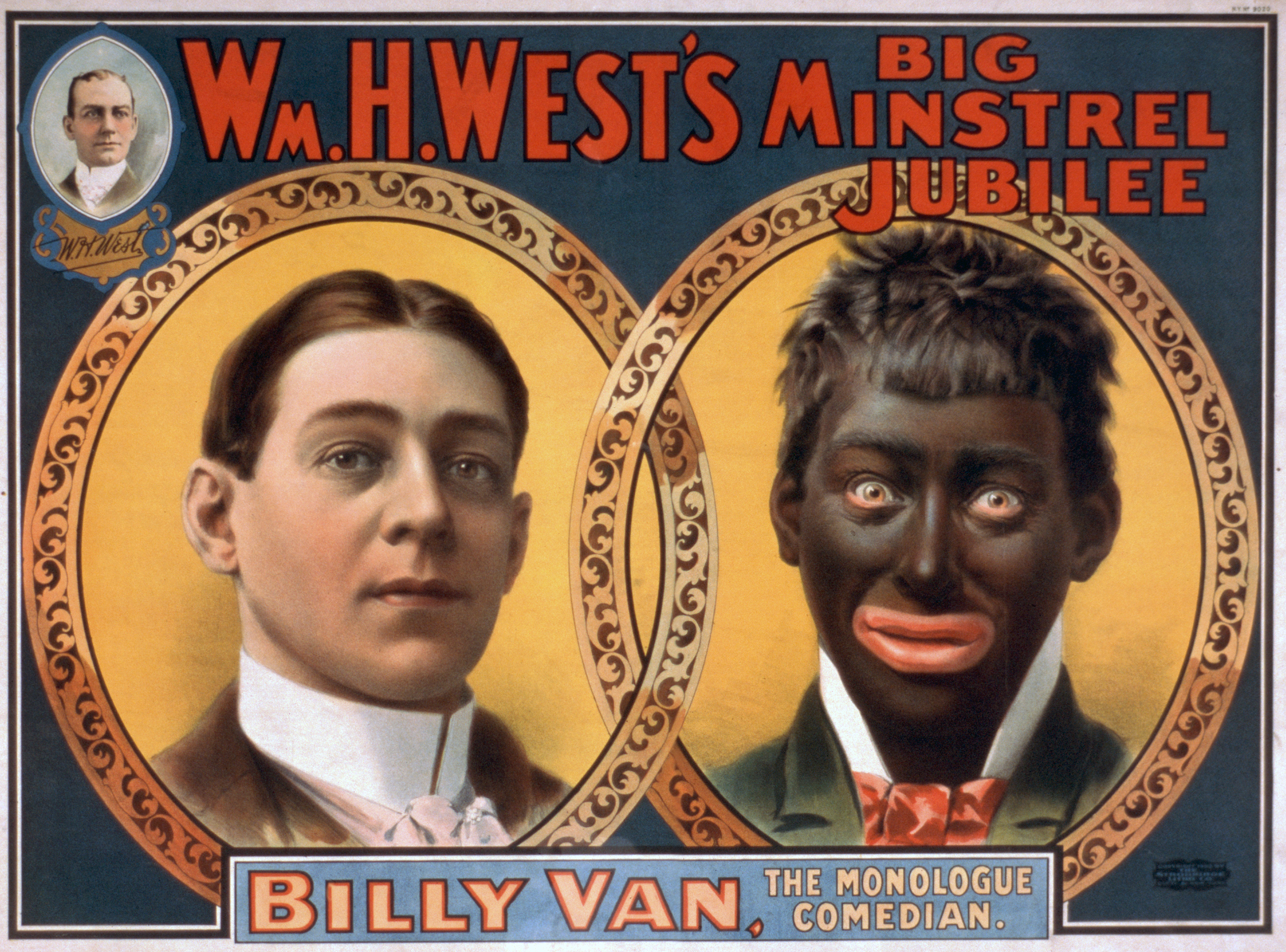
Questa riproduzione di un manifesto del 1900 di uno spettacolo minstrel di William H. West, originariamente pubblicato dalla Strobridge Litho Co. mostra la trasformazione da "bianco" a "nero"

Gli spettacoli di menestrelli divennero una forma popolare di teatro durante il XIX secolo, che ritraevano gli afroamericani in modi stereotipati e spesso denigratori, alcuni dei più comuni era che fossero ignoranti, pigri, buffoni e superstiziosi ma in possesso di particolari doti musicali. Uno degli stili più popolari degli spettacoli era il blackface, dove gli artisti bianchi usavano sughero bruciato e successivamente cenere, o applicavano lucido da scarpe sulla loro pelle per annerirla, esagerando anche le loro labbra e spesso indossando parrucche di lana, guanti, frac o vestiti stracciati per dare un ritratto teatrale beffardo e razzista degli afroamericani. Questa performance, assieme al genere coon song, ha contribuito a introdurre l'uso di insulti razziali per gli afroamericani, tra cui "darky" e "coon".
Il personaggio più noto di questi spettacoli d'intrattenimento è Jim Crow, presente in innumerevoli libri di storie, spettacoli di menestrelli e primi film con rappresentazioni e messaggi morali intrisi di pregiudizi sugli afroamericani.

### Jim Crow
Il personaggio di Jim Crow era vestito con stracci, un cappello malconcio e scarpe rotte. L'attore aveva la faccia dipinta di nero e impersonava un bracciante agricolo nero molto agile e irriverentemente spiritoso; la canzone popolare del personaggio era Turn around and wheel around, and do just so. And every time I turn around I Jump Jim Crow.

### Sambo, Golliwog e Pickaninny
Il personaggio di Sambo era uno stereotipo degli afroamericani considerati sempre felici, solitamente ridenti, pigri, irresponsabili o spensierati. Lo stereotipo acquisì notorietà attraverso il libro per bambini del 1898 The Story of Little Black Sambo di Helen Bannerman. Raccontava la storia di un ragazzo di nome Sambo che superò in astuzia un gruppo di tigri affamate. Questa rappresentazione è stata mostrata in modo prominente nei film dell'inizio del XX secolo, e ispirò il nome della catena di ristorazione statunitense Sambo's.
La figura del golliwog con la pelle nera, gli occhi cerchiati di bianco, le labbra prominenti, i capelli crespi, il colletto bianco, il papillon, la giacca e pantaloni colorati si basava sulla tradizione del menestrello con il blackface. Il personaggio ebbe grande popolarità anche in altre nazioni occidentali, mantenendosi tale fino al XX secolo. L'epiteto derivato dall'inglese "wog" viene applicato più spesso alle persone provenienti dall'Africa subsahariana e dal subcontinente indiano che agli afroamericani, ma le "golly dolls" ancora in produzione mantengono per lo più l'aspetto dello stereotipo del blackface.
Il termine pickaninny riservato ai bambini, ha un modello di utilizzo analogo ampliato nel teatro e nei media americani. Ha avuto origine dal termine spagnolo “pequeño niño” e dal termine portoghese “pequenino” per descrivere il bambino piccolo in generale ma applicato soprattutto ai bambini afroamericani negli Stati Uniti e in seguito ai bambini aborigeni australiani.

### Bambini neri come esche per alligatori
Una variante dello stereotipo del pickaninny raffigurava bambini neri usati come esca per cacciare gli alligatori. Sebbene riferimenti sparsi alla presunta pratica siano apparsi nei giornali dei primi anni del XX secolo, non vi è alcuna prova credibile che lo stereotipo rifletta una pratica storica reale.

### Mami

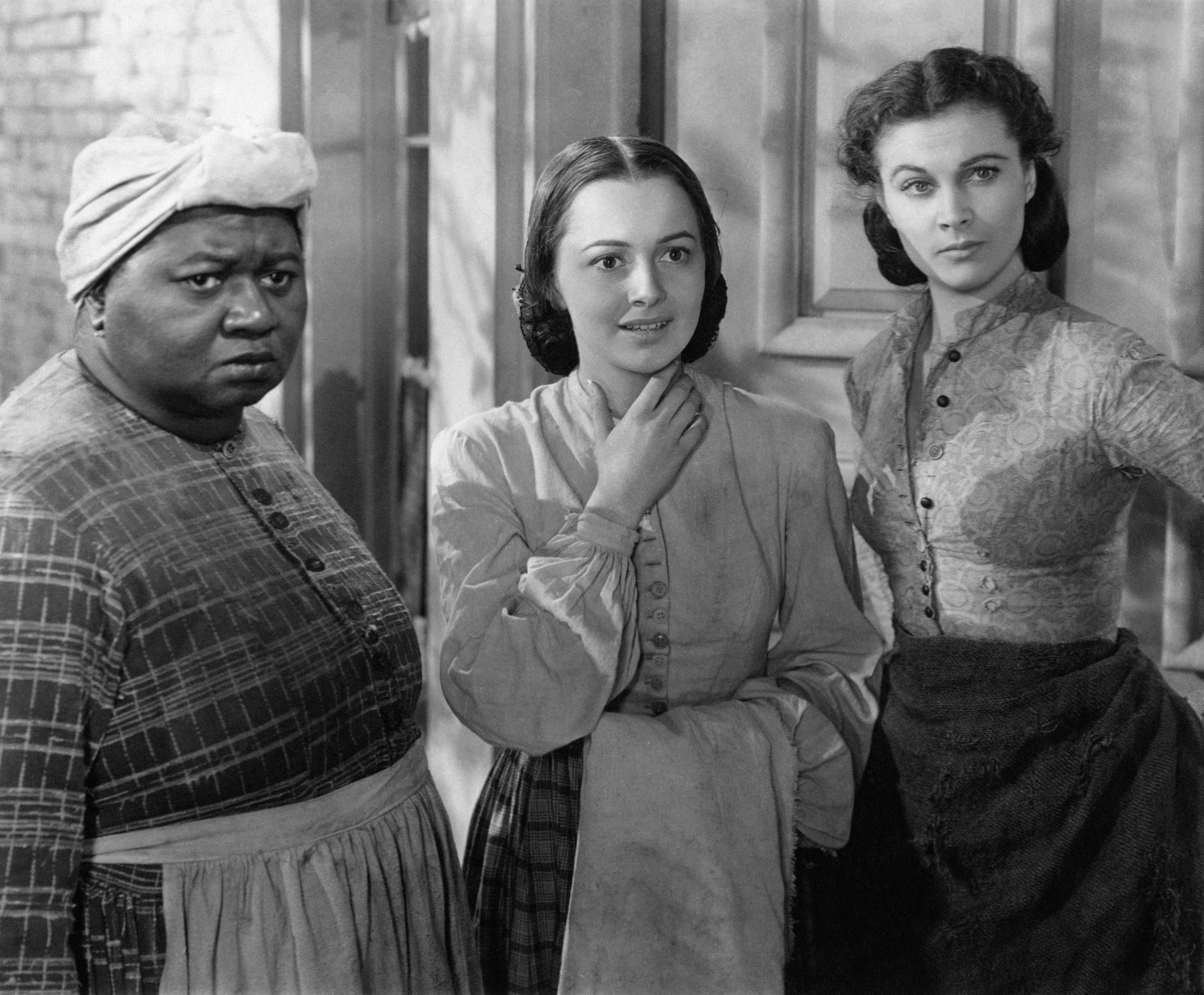
Una scena tratta dal celebre film Via col vento (1939). A sinistra Hattie McDaniel nei panni di "Mami"

Lo stereotipo della Mami (o Mammy) descrive le schiave domestiche afroamericane che fungevano da tate, prendendosi cura maternamente dei bambini bianchi della famiglia, le quali ricevevano un insolito grado di fiducia e affetto dai loro schiavisti. I primi resoconti dell'archetipo della Mami provengono da memorie e diari emersi dopo la guerra civile americana, che idealizzavano il ruolo della schiava domestica dominante: una donna completamente dedita alla famiglia bianca, in particolare ai bambini, e a cui era affidata la completa gestione domestica. Era considerata una "negra di fiducia" e una buona consigliera essendo spesso anche saggia. La sua esemplificazione più celebre è il personaggio interpretato da Hattie McDaniel nel film Via col vento del 1939.

### Mandingo
Il mandingo è lo stereotipo di un uomo nero sessualmente insaziabile, inventato dai proprietari di schiavi bianchi per promuovere l'idea che i neri non fossero civilizzati ma piuttosto "animaleschi" per natura. La forza fisica, l'agilità e le capacità riproduttive presumibilmente intrinseche degli uomini neri venivano lodate dagli schiavisti e dai banditori bianchi per promuovere gli schiavi che vendevano. Da allora, lo stereotipo del mandingo è stato utilizzato per giustificare socialmente e legalmente la trasformazione di casi di relazioni interrazziali tra uomini neri e donne bianche in racconti di lussuria incontrollabile e in gran parte unilaterale (da entrambe le parti). Questo stereotipo è stato talvolta confuso anche con lo stereotipo del "bruto negro" o del "maschio negro", dipingendo l'immagine di un uomo nero "indomabile" con impulsi sessuali voraci e violenti e con un pene dalle dimensioni considerevoli.

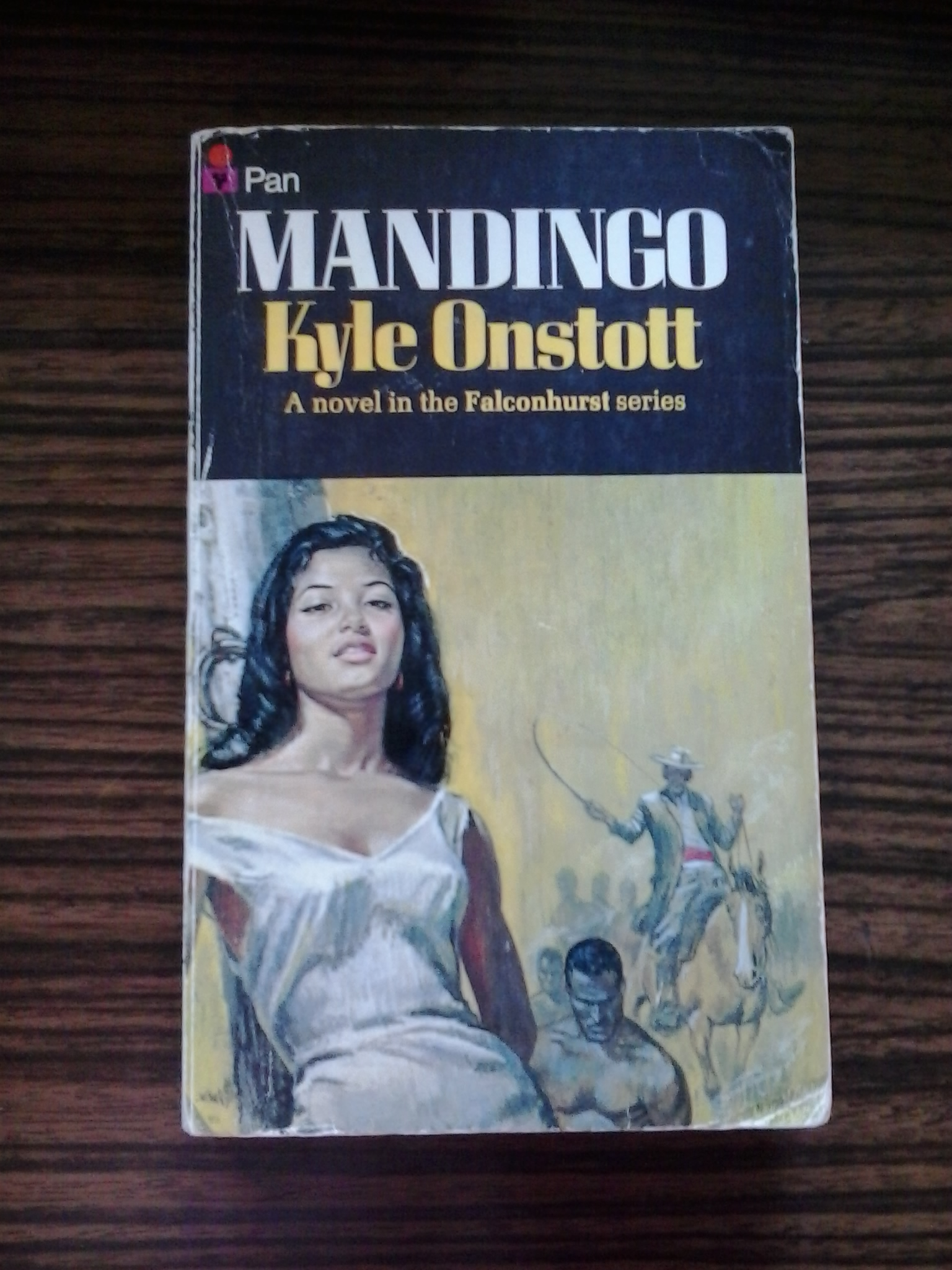
Copertina del romanzo Mandingo di Kyle Onstott.

Il termine "mandingo" è una storpiatura per indicare i Mandinka dell'Africa occidentale, popolazione attualmente presente in Mali, Guinea e Gambia. Uno dei primi utilizzi risale al XX secolo con la pubblicazione di Mandingo, un romanzo erotico storico del 1957. Il romanzo faceva parte di una serie più ampia che presentava, con dettagli grafici ed erotici, vari episodi di lussuria interrazziale, promiscuità, ninfomania e altri atti sessuali in una fittizia piantagione di schiavi. In concomitanza con l'uscita del film Birth of a Nation (1915), i media americani bianchi crearono lo stereotipo dell'uomo nero stupratore come bestia selvaggia che mirava a mettere in atto violenza e vendetta contro l'uomo bianco attraverso il dominio sessuale della donna bianca.

### Jezebel
La Jezebel è lo stereotipo della donna nera ipersessuale, seducente e sessualmente vorace. Il suo valore nella società o nei media di riferimento si basa quasi esclusivamente sulla sua sessualità e sul suo corpo.
Le radici dello stereotipo della "Jezebel" emersero durante l'epoca della schiavitù negli Stati Uniti. I proprietari di schiavi bianchi esercitavano un controllo totale sulla sessualità e sulla fertilità delle donne nere schiavizzate, poiché il loro valore all'asta era determinato dalla loro capacità di procreare, ovvero dalla loro capacità di produrre altri schiavi. L'oggettivazione sessuale delle donne afroamericane ridefinì i loro corpi come "luoghi di sessualità selvaggia e sfrenata", insaziabilmente desiderose di impegnarsi in attività sessuali e di rimanere incinte. In realtà, le donne nere schiavizzate erano ridotte a poco più che animali da riproduzione, spesso costrette e aggredite sessualmente da uomini bianchi.
Dopo l'emancipazione, la sessualizzazione delle donne nere è rimasta dilagante nella società occidentale. Le moderne Jezebel sono pervasive nella cultura musicale popolare; le donne nere appaiono più spesso nei video musicali con abiti provocanti e comportamenti ipersessuali rispetto ad altre etnie, in particolare alle donne bianche. Lo stereotipo di Jezebel ha anche contribuito alla sessualizzazione delle ragazze adolescenti nere.

### Il negro bruto
Lo stereotipo del "negro bruto" riguarda gli uomini neri, generalmente raffigurati come altamente inclini a comportamenti violenti e disumani. Sono ritratti come predatori orribili e terrificanti che prendono di mira vittime indifese, soprattutto donne bianche. Nell'era post-ricostruzione degli Stati Uniti, "black buck" era un insulto razziale per gli uomini neri che si rifiutavano di sottomettersi alla legge dell'autorità bianca ed erano visti come irrimediabilmente violenti, maleducati e lascivi.

### Il negro magico
Il negro "magico" (o negro mistico) è un personaggio ricorrente che appare in una varietà di opere di narrativa e usa intuizioni o poteri speciali per aiutare il protagonista bianco. Il negro "magico" è uno stereotipo razziale ricorrente nel cinema e nella televisione americana, tipicamente caratterizzato da un personaggio nero dotato di intuizioni soprannaturali, mistiche o speciali che appare principalmente per aiutare un protagonista bianco. Questi personaggi sono spesso ritratti come saggi, pazienti, altruisti e più vicini alla natura o alle verità spirituali. Nonostante i loro poteri, raramente cercano di risolvere i propri problemi e usano invece le loro capacità per aiutare i personaggi bianchi ad avere successo, spesso sacrificando se stessi nel processo.

### La mulatta tragica
Uno stereotipo molto popolare nella Hollywood dei primi tempi, quello della "mulatta tragica", serviva come racconto motivazionale per i neri. Ella veniva abitualmente raffigurata come un'attraente, giovane donna dalla pelle chiara di origine africana ma che poteva essere scambiata per caucasica. Lo stereotipo mostrava le donne afroamericane dalla pelle chiara come ossessionate dall'emanciparsi dalla propria razza sposando un uomo bianco della classe media. L'unica speranza di redenzione per loro era quello di accettare la propria "negritudine."

### Zio Tom

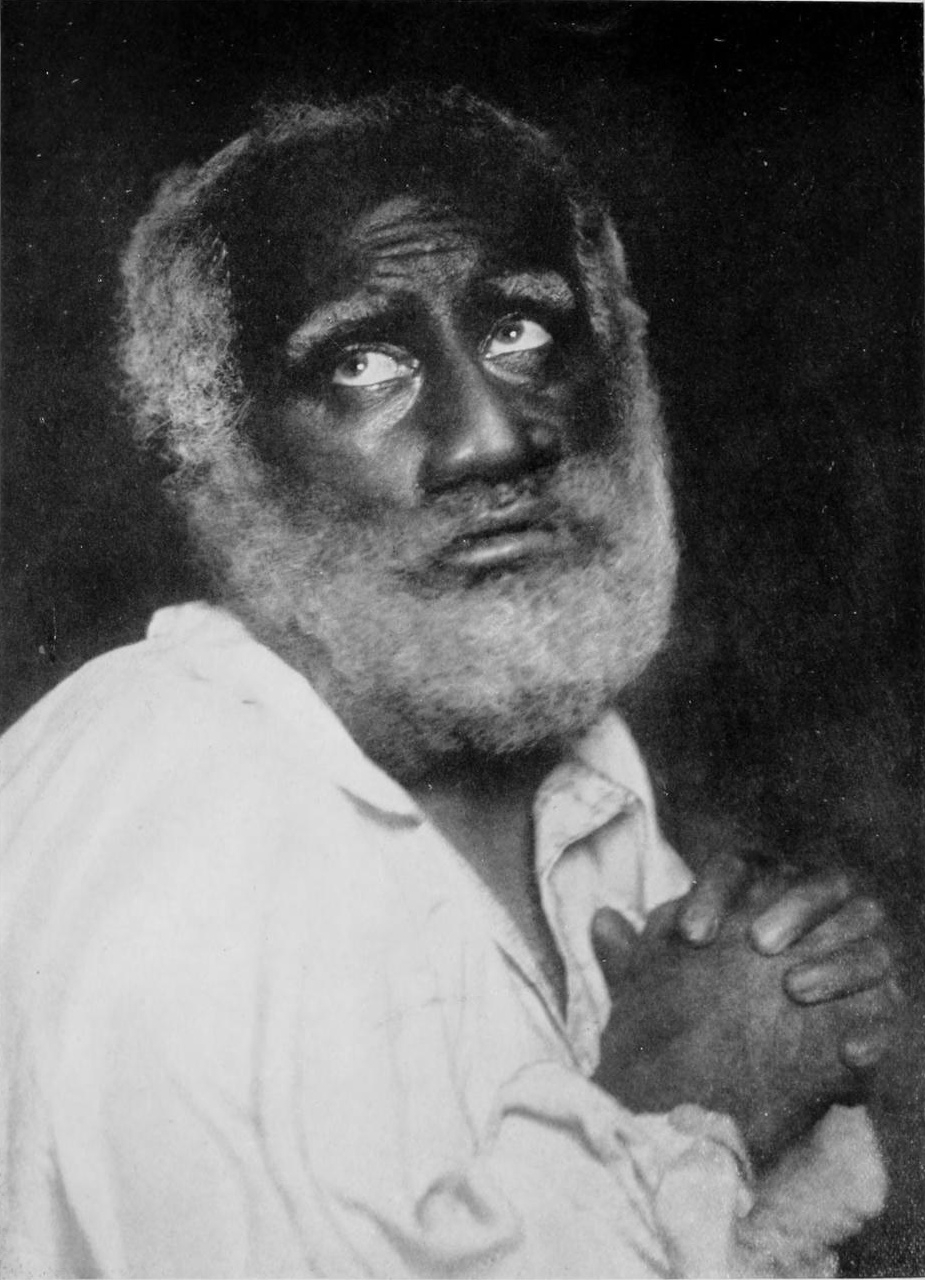
L'attore bianco Cavendish Morton truccato in blackface da zio Tom

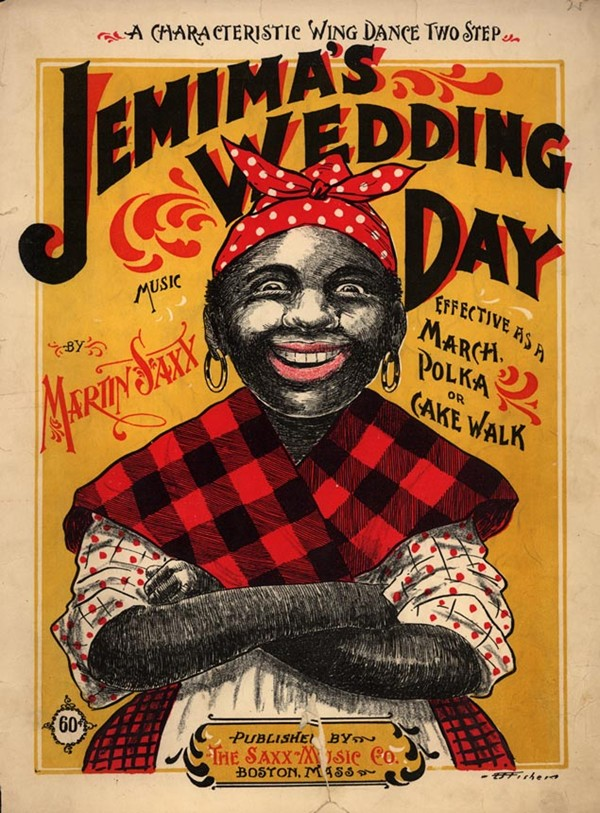
Copertina dello spartito Jemima's Wedding Day (1895)

Lo stereotipo dello zio Tom rappresenta un uomo di colore semplice e accondiscendente, ma essenzialmente interessato al benessere dei bianchi piuttosto che a quello degli altri neri. Deriva dal personaggio principale del romanzo abolizionista La capanna dello zio Tom (Uncle Tom's Cabin) di Harriet Elizabeth Beecher Stowe, ed è sinonimo di schiavi neri maschi che informavano il loro padrone bianco sulle attività di altri schiavi neri, spesso definiti "negri di casa", in particolare circa le fughe pianificate. Sin dall'epoca della pubblicazione del bestseller di Stowe, il personaggio dello zio Tom è stato oggetto di molte critiche negative e rappresenta per tanti la figura stereotipata e razzista del nero docile, bonario e ingenuo che si lascia sottomettere ai bianchi in nome del suo status di persona di colore.
La sua controparte femminile è lo stereotipo di Aunt Jemima.

### Zia Jemima

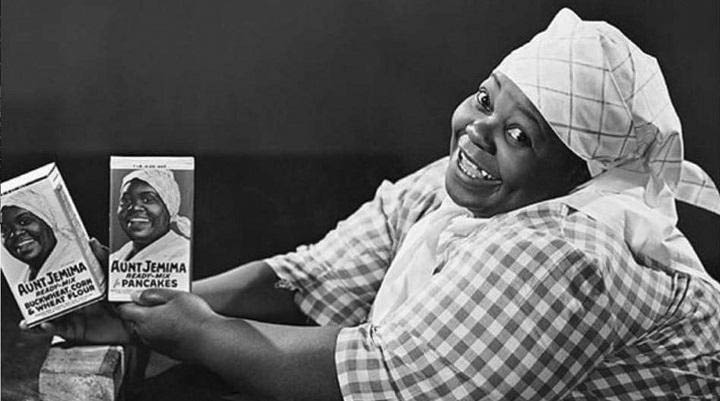
Anna Robinson nel ruolo di Aunt Jemima in una pubblicità

Zia Jemima è basata sull'archetipo comune della schiava "Mammy", una donna nera obesa che indossa un fazzoletto in testa ed è una serva devota e sottomessa.  La sua pelle è scura e unta, con un sorriso bianco perla. Sebbene le raffigurazioni varino nel tempo, sono simili all'abbigliamento comune e alle caratteristiche fisiche dei personaggi "mammy" nel corso della storia americana.
Il termine "aunt" e "uncle" ("zia e zio") in questo contesto era una forma meridionale di rivolgersi agli schiavi più anziani. A loro veniva negato l'uso di titoli onorifici inglesi, come "mistress" e "mister", in quanto esseri inferiori.
Un'immagine britannica nella Biblioteca del Congresso, che potrebbe essere stata creata già nel 1847, mostra una donna nera sorridente di nome "Miss Jim-Ima Crow", con un'immagine incorniciata di "James Crow" sul muro dietro di lei. Un personaggio chiamato "Aunt Jemima" apparve sul palcoscenico di Washington, già nel 1864. L'ispirazione del direttore della St. Joseph Gazette Chris L. Rutt per la creazione del logo della nota marca di prodotti alimentari commercializzata negli Stati Uniti d'America chiamata Aunt Jemima, fu la canzone di Billy Kersands Old Aunt Jemima, scritta nel 1875. Secondo quanto riferito, Rutt vide uno spettacolo di menestrelli con la canzone Old Aunt Jemima nell'autunno del 1889, presentata da artisti blackface identificati da Arthur F. Marquette come "Baker & Farrell". Marquette racconta che l'attore che interpretava Aunt Jemima indossava un grembiule e un fazzoletto.

### Sapphire
Lo stereotipo di Sapphire definisce le donne nere come polemiche, prepotenti e castranti nelle loro relazioni con gli uomini, in particolare con gli uomini neri. Di solito viene mostrata come dominante e assillante, e il suo ruolo è spesso quello di umiliare e sminuire l'uomo nero per i suoi difetti. Questa rappresentazione di una donna verbalmente e fisicamente violenta va contro le comuni norme della femminilità tradizionale, che richiederebbero alle donne di essere sottomesse e non minacciose. Durante l'epoca della schiavitù, i proprietari di schiavi bianchi promuovevano l'immagine di una schiava nera che alzava la voce contro i suoi colleghi maschi, cosa spesso necessaria nel lavoro quotidiano. Questo serviva a contrapporre la negra rumorosa e "incivile" alla donna bianca, considerata più rispettabile, silenziosa e moralmente educata.
La popolarizzazione dello stereotipo di Sapphire arrivò grazie allo show radiofonico Amos 'n' Andy (1928-1960), scritto e recitato da attori bianchi. Il personaggio femminile di colore Sapphire Stevens era la moglie di George "Kingfish" Stevens, un uomo nero descritto come pigro e ignorante. Questi tratti erano spesso all'origine della rabbia e della violenza estreme di Sapphire. Sapphire veniva descritta come eccessivamente aggressiva e castrante nei confronti del marito, e la popolarità della serie trasformò il suo personaggio in una caricatura e in uno stereotipo.
Questo stereotipo si è anche evoluto nel cliché della "donna nera arrabbiata", che ritrae le donne afroamericane come maleducate, rumorose, maliziose, testarde e autoritarie in tutte le situazioni, non solo nel corso delle loro relazioni sentimentali.

## Stereotipi contemporanei

### Drogati e spacciatori
Gli studiosi concordano sul fatto che gli stereotipi dei mass media sulle persone di colore siano pervasivi. Gli afroamericani avevano maggiori probabilità di apparire come autori di reati di droga e di violenza nei notiziari e sui giornali.
Negli anni ottanta e novanta, gli stereotipi sugli uomini neri cambiarono e le immagini primarie e comuni erano quelle degli spacciatori di droga, delle vittime del crack, della classe inferiore e degli impoveriti, dei senzatetto e degli aggressori nella metropolitana.

### Anguria e pollo fritto

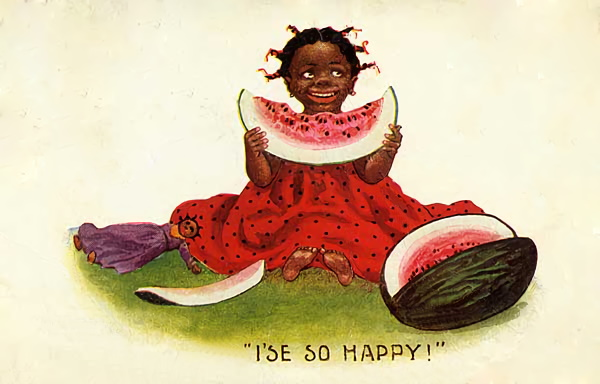
Una cartolina che mostra una bambina afroamericana che mangia una grande anguria

Esistono stereotipi comuni secondo cui gli afroamericani avrebbero un appetito insolito per le angurie e amerebbero il pollo fritto. La professoressa di razza e folklore Claire Schmidt attribuisce quest'ultimo sia alla sua popolarità nella cucina del Sud degli Stati Uniti, sia a una scena del film Nascita di una nazione nel quale un rozzo afroamericano mangia del pollo fritto all'interno di un'aula legislativa. Tuttavia, il pregiudizio circa il pollo fritto era già così diffuso in precedenza che nel 1882 il New York Times scriveva: «Nel petto di ogni uomo di colore c'è una misteriosa, potente e insopprimibile brama di polli [...] Egli sente in ogni fibra del suo essere che i polli sono stati creati a beneficio della razza di colore e che è giustificato a prenderli ovunque li trovi. Senza di loro, gli afroamericani probabilmente si struggerebbero e morirebbero».

### Superdotati
Nella pornografia gli uomini neri sono stereotipati come superdotati e sessualmente dominanti. Esiste addirittura un genere chiamato "BBC" (acronimo di Big Black Cock) che si basa su questi stereotipi.

### Scarsa intelligenza
Seguendo gli archetipi stereotipati dei personaggi, gli afroamericani sono stati erroneamente e frequentemente considerati e definiti come persone con poca intelligenza rispetto ad altri gruppi razziali, in particolare i bianchi. Questo ha contribuito a negare agli afroamericani opportunità di lavoro. Anche dopo la fine della schiavitù, le capacità intellettuali dei neri venivano spesso messe in discussione.

### Musica Hip hop
La musica Hip hop ha rinforzato molti stereotipi sugli uomini neri. È stato dimostrato che l'esposizione a musica rap violenta e misogina eseguita da rapper afroamericani attiva stereotipi negativi nei confronti degli uomini neri, considerati ostili, criminali e sessisti. L'hip hop ritrae un'estetica maschile nera stereotipata e ha stereotipato gli uomini neri come teppisti e gangster ipersessuali provenienti da un ghetto. Ascoltare un sottogenere musicale come il gangsta rap ha effetti sugli uomini afroamericani e sulle loro prestazioni cognitive. Alcuni afroamericani hanno ottenuto risultati peggiori in test simili al Graduate Record Examination dopo aver ascoltato questo tipo di musica rispetto a uomini bianchi nelle stesse condizioni. Le donne afroamericane vengono degradate e chiamate "troie" e "puttane" nella musica rap. Inoltre, queste vengono ipersessualizzate nei moderni video musicali hip hop e vengono ritratte come meri oggetti sessuali per i rapper. L'eccessiva sessualizzazione delle donne afroamericane nei video musicali rap può avere ripercussioni sulla salute degli spettatori. In uno studio, le adolescenti afroamericane che guardavano video rap e li percepivano come contenenti più stereotipi sessuali avevano maggiori probabilità di ubriacarsi, risultare positive al test della marijuana e avere un'immagine corporea negativa.
Poiché nel tempo l'audience del gangsta rap è divenuta prevalentemente bianca, alcuni criticarono questo genere per essere diventato un omologo dei minstrel show e dei blackface degli anni '20, in cui afro-americani o bianchi facevano in modo di apparire come caricature dei neri, agendo in modo stereotipicamente privo di cultura, per l'intrattenimento del pubblico bianco (tratta questo tema il film Bamboozled del noto regista Spike Lee).

### Sport
Le persone di colore sono stereotipate come naturalmente più atletiche e potenzialmente superiori negli sport rispetto a tutte le altre razze. Anche se rappresentano circa il 12-14% della popolazione totale degli Stati Uniti, il 75% dei giocatori di basket nella NBA e il 65% dei giocatori di football americano nella NFL, sono neri. Gli atleti universitari afroamericani possono essere considerati come coloro che accedono al college principalmente per le loro capacità atletiche, basandosi in misura minore sul merito accademico.
La superiorità atletica dei neri è una teoria secondo cui le persone di colore possiedono tratti acquisiti attraverso fattori genetici e/o ambientali che permettono loro di eccellere rispetto alle altre razze nelle competizioni sportive. I bianchi sono più propensi a condividere tali opinioni, ma anche alcuni neri e appartenenti ad altre affiliazioni razziali la pensano allo stesso modo.
Molti altri autori hanno affermato che tale credenza che mette in risalto "l'atletismo naturale dei neri" ha l'effetto di suggerire la superiorità dei bianchi in altri ambiti, come l'intelligenza. Lo stereotipo suggerisce che gli afroamericani siano incapaci di dominare negli "sport bianchi" come l'hockey su ghiaccio e il nuoto (quest'ultimo implica uno stereotipo separato che suggerisce che le persone di colore hanno paura dei grandi specchi d'acqua).

### Cinema e televisione
I ruoli che venivano generalmente offerti alla comunità afroamericana, di solito rientravano in tre categorie: storia di crescita economica, vita da delinquente o segregazione. Questi ruoli spesso seguivano vecchi stereotipi. C'era il Tom che era qualcuno che serviva i bianchi; il Coon che si comportava in modo sciocco (come un pagliaccio o un ingenuo); il mulatto che era qualcuno che cercava di "passare per bianco"; la Mami che era vista come asessuata, aiutava a crescere i giovani e aiutava le famiglie; e il bruto che era spesso un maschio violento e sessualmente iperattivo visto come una minaccia. Sebbene i ruoli fossero degradanti per le comunità con tonalità di pelle più scure, alcuni attori e attrici erano così vogliosi di rappresentare le loro comunità o di cambiare i modi di Hollywood da accettarli, non solo per ragioni economiche. Artisti come Sidney Poitier e Hattie McDaniel avrebbero fatto tutto il necessario per aprire la strada ad altri attori e attrici afroamericani. La prima afroamericana vincitrice di un Oscar, Hattie McDaniel, ricevette il premio nel 1940 per la sua interpretazione della fedele cameriera Mami in Via col vento. Criticata per aver spesso interpretato un personaggio stereotipato nei film, McDaniel una volta dichiarò: «Perché dovrei sentirmi in colpa se guadagno 700 dollari a settimana interpretando una cameriera? Se non lo avessi fatto, guadagnerei 7 dollari alla settimana lavorando come una vera donna di servizio». Nonostante l'Oscar, McDaniel dovette affrontare razzismo e sessismo nel decennio successivo, persino all'interno della National Association for the Advancement of Colored People (NAACP). Il suo leader, Walter Francis White, disprezzava lei e altri attori (come Stepin Fetchit) che percepiva come "clown davanti alla telecamera per il divertimento dei bianchi".

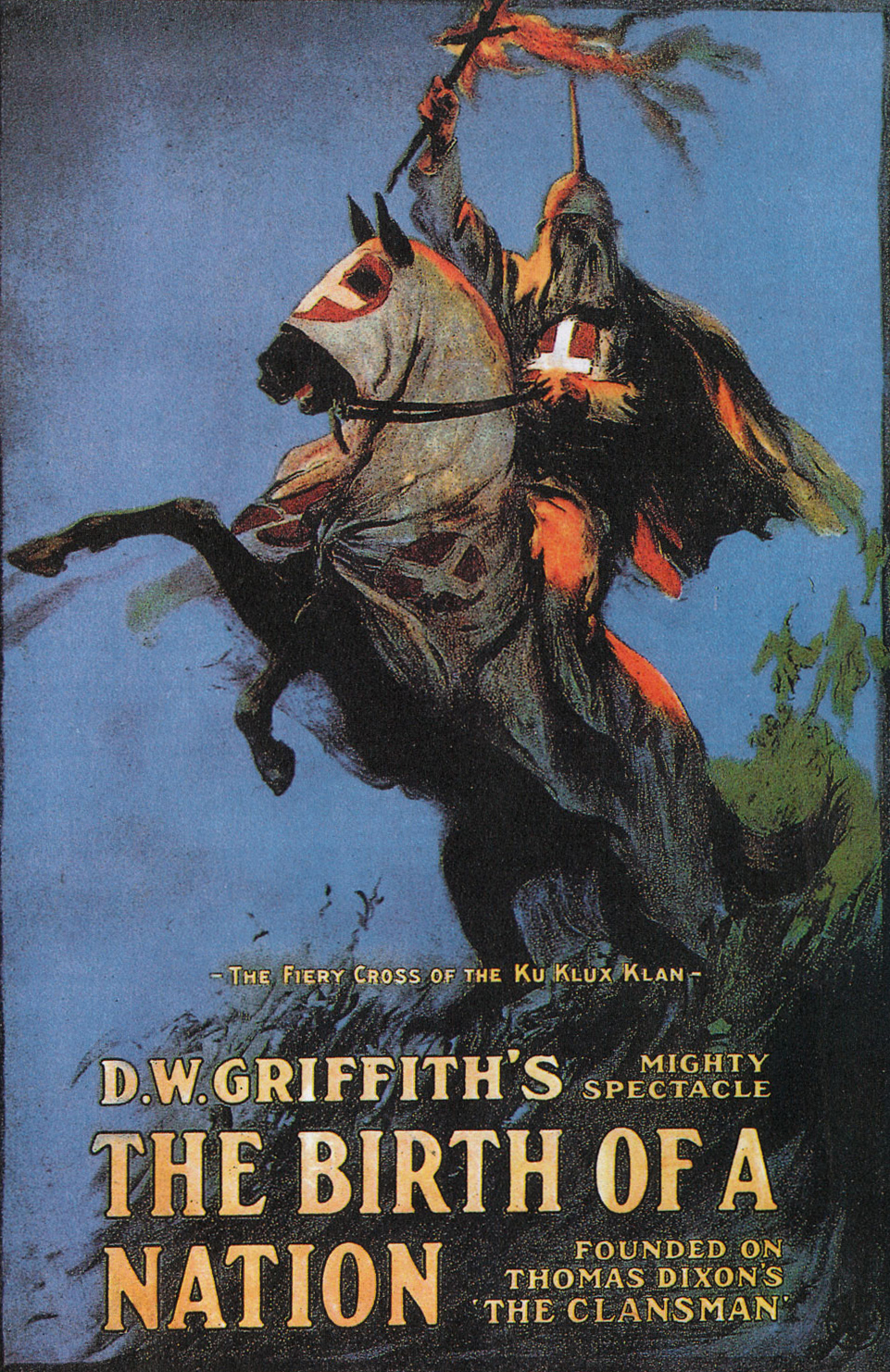
Manifesto del film Nascita di una nazione di David W. Griffith (1915)

Il film muto Nascita di una nazione (The Birth of a Nation) di David W. Griffith del 1915, pur se unanimemente lodato per la perizia cinematografica, fin dalla sua uscita, fu aspramente contestato sia in patria che all'estero per i contenuti razzisti verso la popolazione afroamericana, il sostegno al Ku Klux Klan e la misoginia, tanto che anche molti paesi d'Europa ne proibirono la proiezione e ancora oggi la sua proiezione suscita scalpore e polemiche. Accuse dalle quali il regista Griffith cercò di difendersi con il successivo film Intolerance. Tuttavia, Nascita di una nazione viene ritenuto responsabile da molti di avere definitivamente diffuso a livello globale gli stereotipi più beceri nei confronti dei neri. La pellicola fu record d'incassi al botteghino: incassò tra i 15 e i 18 milioni di dollari, l'equivalente di oltre 300 milioni nel 2006. Il film però attirò numerose proteste alle proiezioni, specie da parte della National Association for the Advancement of Colored People (NAACP). Scoppiarono rivolte a Boston, Filadelfia e in altre città in risposta alle tesi della pellicola, e il film venne vietato a Chicago, in Ohio, a Denver, a Pittsburgh, a Saint Louis ed a Minneapolis. Si disse che incoraggiava la creazione di gruppi di bianchi e li spingeva ad attaccare i neri. A Lafayette, Indiana, un bianco uccise un ragazzo nero dopo aver visto il film. Nascita di una nazione è stato correlato anche a una rinascita del Ku Klux Klan e all'aumento dei linciaggi verificatosi a partire dall'anno di uscita della pellicola negli stati del Sud. Il fondatore del moderno Ku Klux Klan, William J. Simmons, ebbe a dichiarare che Nascita di una nazione fu "tremendamente di aiuto per il Klan”. Il film venne proibito a lungo in Europa, dove combatterono gli eserciti alleati con una parte delle proprie truppe costituite da soldati di colore.
Fin dagli albori del cinema, nei film le persone di colore vengono rappresentate in modo stereotipato, promuovendo concetti di inferiorità morale. Per quanto riguarda in particolare i personaggi femminili dei film, è stato dichiarato che le attrici nere usano un linguaggio volgare, sono fisicamente violente e mancano di autocontrollo in misura sproporzionatamente maggiore rispetto alle attrici bianche.
Le donne afroamericane sono state rappresentate nel cinema e in televisione in vari modi diversi, a partire dallo stereotipo/archetipo della "Mami" (come esemplificato dal ruolo interpretato da Hattie McDaniel in Via col vento) tratto dai minstrel show, fino alle eroine "forti" dei film blaxploitation degli anni settanta. La "mammy" è solitamente raffigurata come una donna anziana, sovrappeso e dalla pelle scura. Ella incarna la figura ideale di badante e donna di servizio, caratterizzata da tratti come lealtà, capacità di cura e rispetto per l'autorità bianca. La Mami è generalmente rappresentata come asessuata, mentre le rappresentazioni successive di donne nere hanno mostrato una sessualità predatoria.
Con l'avvento del "sonoro" a Hollywood, l'uso del blackface cominciò a svanire, eppure la prevalenza di stereotipi dannosi persistette. Questo sviluppo ha portato a un risultato complesso: se da un lato ha creato maggiori opportunità per gli attori afroamericani, dall'altro li ha anche intrappolati nel rafforzamento di immagini negative. Ad esempio, l'interpretazione di Mami da parte di Hattie McDaniel in Via col vento le valse il primo Oscar per un'attrice nera, ma consolidò anche quello stereotipo. Allo stesso modo, personaggi come Buckwheat di Simpatiche canaglie esemplificavano il cliché del "pickaninny" ("piccolo mulatto"). Pertanto, il passaggio al sonoro nei film ha segnato sia un progresso che una continuazione di rappresentazioni problematiche.
Con il passare dei decenni, le rappresentazioni degli afroamericani nei film e nei programmi televisivi americani hanno continuato a rafforzare gli stereotipi negativi. La professoressa Narissra M. Punyanunt-Carter, del Dipartimento di Scienze della Comunicazione del Texas Tech, ha riportato numerosi dati nel suo articolo di ricerca, The Perceived Realism of African American Portrayals on Television: "Dopo aver esaminato numerosi programmi televisivi, Seggar e Wheeler (1973) hanno scoperto che gli afroamericani in questi programmi erano generalmente rappresentati in professioni subordinate di servizio, come addetti alle pulizie domestiche o impiegati postali". Questo è in netto contrasto con le loro controparti bianche, che sono dirigenti e imprenditori. "A differenza dei personaggi bianchi, la ricerca indica che gli afroamericani ricoprono ruoli televisivi con uno status socioeconomico (SES) inferiore rispetto agli angloamericani". Un'inversione di tendenza si ebbe solo a partire dalla metà degli anni ottanta, quando i due coniugi protagonisti della sitcom I Robinson, furono presentati come liberi professionisti della classe medio-alta, essendo rispettivamente un ginecologo il marito e un avvocato di successo la moglie. I Robinson sono una famiglia benestante, orgogliosa della propria identità ma perfettamente integrata nella società statunitense.
Secondo Lawrence Grossman, ex presidente di CBS News e PBS, i notiziari televisivi "mostrano in modo sproporzionato gli afroamericani in stato di arresto, che vivono in baraccopoli, che dipendono dall'assistenza sociale e che hanno bisogno di aiuto costante dalla comunità". Analogamente, Hurwitz e Peffley hanno scritto che gli atti violenti commessi da una persona di colore spesso occupano più della metà dei notiziari locali, che spesso ritraggono la persona di colore in una luce molto più sinistra rispetto alle loro controparti bianche. Gli autori sostengono che gli afroamericani non solo hanno maggiori probabilità di essere visti come sospettati di crimini orrendi dalla stampa, ma vengono anche interpretati come individui violenti o dannosi per il pubblico in generale. Di conseguenza, spesso al cinema e in televisione agli afroamericani venivano assegnati ruoli da criminali incalliti o disagiati sociali.
Mary Beth Oliver, professoressa presso la Penn State University, affermò come "la frequenza con cui gli uomini neri sono stati specificamente presi di mira dalle aggressioni della polizia testimonia l'innegabile ruolo che la razza gioca nelle false ipotesi di pericolo e criminalità."

### Fumetti

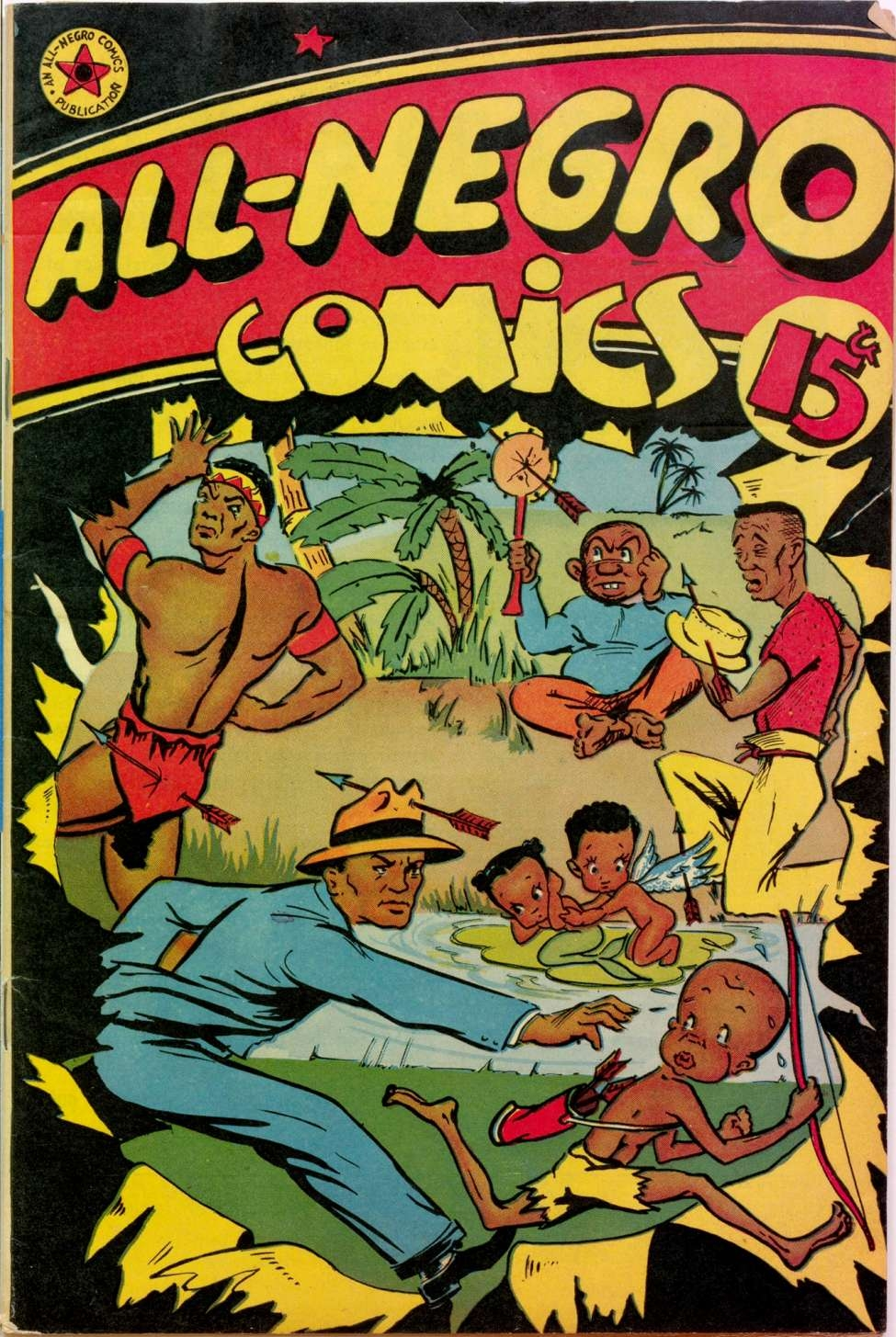
Il primo numero di All-Negro Comics (1947); prima rivista di fumetti conosciuta scritta e disegnata esclusivamente da scrittori e artisti afroamericani

Le persone di colore sono state rappresentate nei fumetti fin dall'inizio del medium, e le loro rappresentazioni sono spesso oggetto di controversia. Le case editrici di fumetti mainstream hanno storicamente avuto una tendenza a essere costituite da personale prevalentemente bianco e maschile, riflettendo la mancanza di rappresentazione e le rappresentazioni imprecise delle persone di colore nei fumetti. L'integrazione di personaggi neri nei fumetti mainstream e nei fumetti di supereroi ha dovuto superare diversi ostacoli e sfide. I critici hanno notato che uomini e donne di colore sono stati storicamente spesso ritratti come stereotipi della giungla o del ghetto, e come spalle dei protagonisti invece che come personaggi principali. Occasionalmente, i creatori di fumetti mettevano in risalto gli stereotipi, la mancanza di rappresentanza e sottolineavano le ingiustizie sociali. Negli ultimi anni, l'integrazione di più autori neri nei fumetti mainstream, così come la creazione di fumetti su piattaforme digitali, ha cambiato la rappresentazione e le rappresentazioni delle persone nere nei fumetti e ha iniziato a riflettere le complessità della comunità afroamericana.
Le prime opere grafiche di vario genere spesso raffiguravano personaggi neri in modo stilizzato, enfatizzando determinati tratti fisici per formare una riconoscibile caricatura razziale dei volti neri. Queste caratteristiche includevano spesso lunghi capelli crespi spettinati, nasi larghi, enormi labbra tinte di rosso, pelle scura e abiti stracciati che ricordavano quelli indossati dagli schiavi afroamericani. Questi personaggi venivano anche raffigurati mentre parlavano un inglese sgrammaticato e con un forte accento. All'inizio del XX secolo negli Stati Uniti, questo tipo di rappresentazioni si vedeva frequentemente nelle strisce a fumetti dei giornali e nelle vignette politiche, così come nelle riviste di fumetti successive, ed erano presenti anche nei primi cartoni animati di Disney e Looney Tunes.
Nei fumetti, personaggi neri senza nome e persino alcuni eroi e cattivi degni di nota sono stati sviluppati in questo stile, tra cui "Ebony White" e "Steamboat", spalla di Billy Batson (Capitan Marvel). Nei fumetti erotici, i neri sono talvolta ritratti come sessualmente iperattivi, con caratteristiche fisiche come un pene enorme nei maschi. Il personaggio underground di Robert Crumb, "Angelfood McSpade", introdotto nel 1967, incarnava tutte queste qualità. Crumb intendeva che il personaggio fosse critico nei confronti dello stereotipo razzista stesso e presumeva che il giovane pubblico hippie/intellettuale liberale che leggeva le sue opere non fosse razzista e che avrebbe compreso le sue intenzioni satiriche per il personaggio. Ciononostante, di fronte alle accuse di razzismo e sessismo, Crumb ritirò il personaggio dopo il 1971.
Il primo supereroe nero nei fumetti mainstream statunitensi è Pantera nera della Marvel, un africano apparso per la prima volta in Fantastic Four n. 52 (luglio 1966). Fu poi seguito dal primo supereroe afroamericano, Falcon, introdotto in Captain America n. 117 (settembre 1969).